# Marcos Acuña
Marcos Javier Acuña (Zapala, 1991. október 28. –) argentin válogatott labdarúgó, a Sevilla játékosa.

## Pályafutása

### Klubcsapatban
Pályafutását a Ferro Carril Oeste csapatában kezdte. 2014-ben a Racing Club igazolta le, ahol három szezont töltött. 2017 óta a portugál Sportingban játszik.

### A válogatottban
Az argentin válogatottban 2016-ban mutatkozott be egy Kolumbiai elleni világbajnoki selejtezőn. Nevezték a 2018-as világbajnokságon részt vevő válogatott 23-as keretébe.

## Sikerei, díjai

### Klub
- Racing Club
  - Argentin bajnok: 2014

- Sporting CP
  - Portugál kupa: 2018-19
  - Portugál ligakupa: 2017–18, 2018–19

- Sevilla:
  - Európa-liga: 2022–23

### Válogatott
- Argentína
  - Superclásico de las Américas: 2017
  - Copa América: 2021
  - Világbajnokság: 2022

## Külső hivatkozások
- Marcos Acuña adatlapja a National-Football-Teams.com oldalon (angolul)

- Marcos Acuña (angol nyelven). FootballDatabase.eu
- Marcos Acuña (francia nyelven). scoresway.com. [2018. január 29-i dátummal az eredetiből archiválva]. (Hozzáférés: 2018. május 26.)
- Marcos Acuña (angol nyelven). soccerway.com